# Carl August Gottlob Otto
Carl August Gottlob Otto (* 3. Dezember 1896 in Ostritz, Kreis Zittau; † 22. Mai 1968 in Berlin) war ein deutscher Schriftsteller und Redakteur.

## Leben
Carl A. G. Otto arbeitete nach dem Ersten Weltkrieg als Gerichtsberichterstatter für eine große und namhafte Tageszeitung. Ein Foto von ihm ist in seinem Werk Im Osten nichts Neues veröffentlicht.
Laut eigenen Angaben wurden seine schriftstellerischen Leistungen in mehr als drei Millionen Exemplaren u. a. in Zeitschriften, Magazinen und Büchern veröffentlicht. Laut Firmenbroschüre war er Redner auf dem Gebiet der experimentellen Psychologie, Metaphysik, Kunst und Artistik auf mehr als 2000 Veranstaltungen.
Als Folge dieser öffentlichen Veranstaltungen schrieb er den Fernlehrgang C.A.G. Otto’s Redner- und Erfolgsschule, verbunden mit dem Schaltwerk der Gedanken. Dieser Fernlehrgang in 12 Lehrbriefen wurde ursprünglich im Weru-Verlag, Berlin verlegt. In späteren Jahren – bis März 1967 – wurde der Lehrgang im Eigenverlag (C.A.G. Otto Redner- und Erfolgsschule, Berlin) verlegt.
Am 21. März 1967 verkaufte Carl A. G. Otto alle Rechte an diesem Fernlehrgang an einen Verleger im Rheinland, der ihn in späteren Jahren in Kanada in überarbeiteter Form als Fernkurs angeboten und verlegt hatte.

## Werke
- Hin geht die Zeit – her kommt der Tod, Weru-Verlag
- Gauner, Lumpen und Betrüger, Weru-Verlag, Berlin 1959
- C.A.G. Otto’s Redner- und Erfolgsschule verbunden mit dem Schaltwerk der Gedanken – Fernlehrgang in 12 Lehrbriefen, Weru-Verlag 1958 (später im Eigenverlag bis März 1967)
- Schlangenhaare, Weru-Verlag, Berlin
- Phänomene, Weru-Verlag, Berlin
- Kniffe u. Tricks zum Geldverdienen
- Der kommende Giftgaskrieg (unter dem Pseudonym Fritz Reitbaur)
- Wer war mein Urgrossvater? Berlin: Welt-Kultur-Verlag 1933
- Der Krieg ohne Waffen. Wird Hitler Deutschlands Mussolini? Sanitas-Verlagshaus 1930
- Im Osten nichts Neues. Das Buch des Krieges, wie er war. Zirndorf-Nürnberg: Sanitas-Verlagshaus 1929
- Der Mann mit dem 6. Sinn. Probleme des Jahres 2000. Berlin: Sonnen-Verlag 1927
- Der kommende Freiheits-Krieg: Die Rückkehr Kaiser Wilhelms II. nach astrologisch-kosmologischen Berechnungen / C. A. G. Otto. Berlin-Steglitz: O. Kötz 1926